# Sistema educativo de Estados Unidos

Sello del Departamento de Educación de los Estados Unidos

El sistema educativo de Estados Unidos es mayoritariamente público, con control y financiación de los tres niveles de gobierno: federal, estatal y local.

## Descripción
La educación preescolar es opcional. Mientras que a partir de los seis años, es decir, desde el primer grado de primaria, la educación escolar pasa a ser obligatoria.
El período escolar en los Estados Unidos dura doce años. Cinco años de primaria (1.º-5.º) y otros siete de secundaria (6.º-12.º). Las escuelas estadounidenses inician el curso en septiembre después de las vacaciones de verano (julio-agosto). Un año escolar dura dos semestres: el primero, de septiembre a diciembre; y el segundo, de enero a junio. Los jóvenes asisten a escuelas públicas, que son subsidiadas por el estado desde primaria hasta secundaria. Los alumnos de secundaria tienen cuatro o cinco asignaturas y sus períodos de estudio son de una o dos horas. 
Las escuelas ofrecen actividades extracurriculares como estar en una banda musical, en una orquesta o coro, en clubs, bailes, asambleas, en obras teatrales y deportes. Después de terminar la secundaria, cuya graduación es en el mes de junio, siendo ya egresados, van a la escuela superior, esto es, la universidad, ya sea pequeña o grande, en su propio estado o en otro. Por lo común, esta última etapa no es gratis, tienen que pagar una carrera universitaria, pero hay becas para buenos estudiantes y muchos universitarios lo solucionan buscando algún trabajo a media jornada para así pagarse sus estudios.
Las escuelas autónomas «Sin Excusas» tienen la intención de reducir la brecha educativa y aumentar los logros académicos de grupos vulnerables. Estas escuelas son aquellas que destacan la importancia de expectativas académicas elevadas por todos los estudiantes, la aplicación de una rígida disciplina, jornadas de clases extendidas, capacitación docente intensiva y la participación de los padres. Una revisión sistemática de 18 estudios realizados en Estados Unidos entre 1990 y 2015 concluyó que las escuelas «Sin Excusas» generaron, en promedio, un mayor avance en los logros en matemática y alfabetización de sus alumnos que sus pares en las escuelas públicas tradicionales, presentando un mayor efecto en matemáticas. Además, estos beneficios aumentan a lo largo de tres años, para luego estabilizarse. Si bien los resultados de esta revisión son informativos, no se les puede considerar como algo general para todas las escuelas autónomas “Sin Excusas”, debido a varias limitaciones y sesgos muestrales en los estudios. 

## Estadísticas sobre educación
Un estudio sobre los 146 colegios y universidades más competitivos indica que solo el 3 % de los estudiantes admitidos proviene de familias modestas.

## Historia
Según el sociólogo Rick Fantasia, hasta la Segunda Guerra Mundial, las universidades estadounidenses "operaban al servicio de la clase superior", recibiendo casi únicamente a los hijos de las familias patricias, en general, basándose en "un guiño de ojo y un apretón de manos" (es decir, en función de la red de relaciones sociales). Una vez admitidos, esos hijos de familia de "sangre azul" llevaban una tranquila vida universitaria en un clima de veneración institucional y establecían con sus pares sólidos lazos que durarían toda la vida; del Rotary Club a los consejos de administración, pasando por los campos de golf (lo que aún hoy se denomina la "old boy network" o "red de muchachos de edad madura").

## Grados académicos
Noveno grado
| PREESCOLAR                         |               |
| Head Start                         | 3-4 años      |
| Pre-kindergarten                   | 4-5 años      |
| Kindergarten                       | 5-6 años      |
| PRIMARIA                           |               |
| Primer grado                       | 6-7 años      |
| Segundo grado                      | 7-8 años      |
| Tercer grado                       | 8-9 años      |
| Cuarto grado                       | 9-10 años     |
| Quinto grado                       | 10-11 años    |
| SECUNDARIA                         |               |
| Sexto grado                        | 11-12 años    |
| Séptimo grado                      | 12-13 años    |
| Octavo grado                       | 13-14 años    |
| PREPARATORIA                       |               |
| Noveno grado                       | 14-15 años    |
| Décimo grado                       | 15-16 años    |
| Undécimo grado                     | 16-17 años    |
| Duodécimo grado                    | 17-18 años    |
| UNIVERSIDAD                        |               |
| Educación universitaria ([])       | 18-22 años    |
| Educación universitaria (posgrado) | La edad varía |
| Formación profesional              | La edad varía |
| Educación de adultos               | La edad varía |

## Universidades de dos años

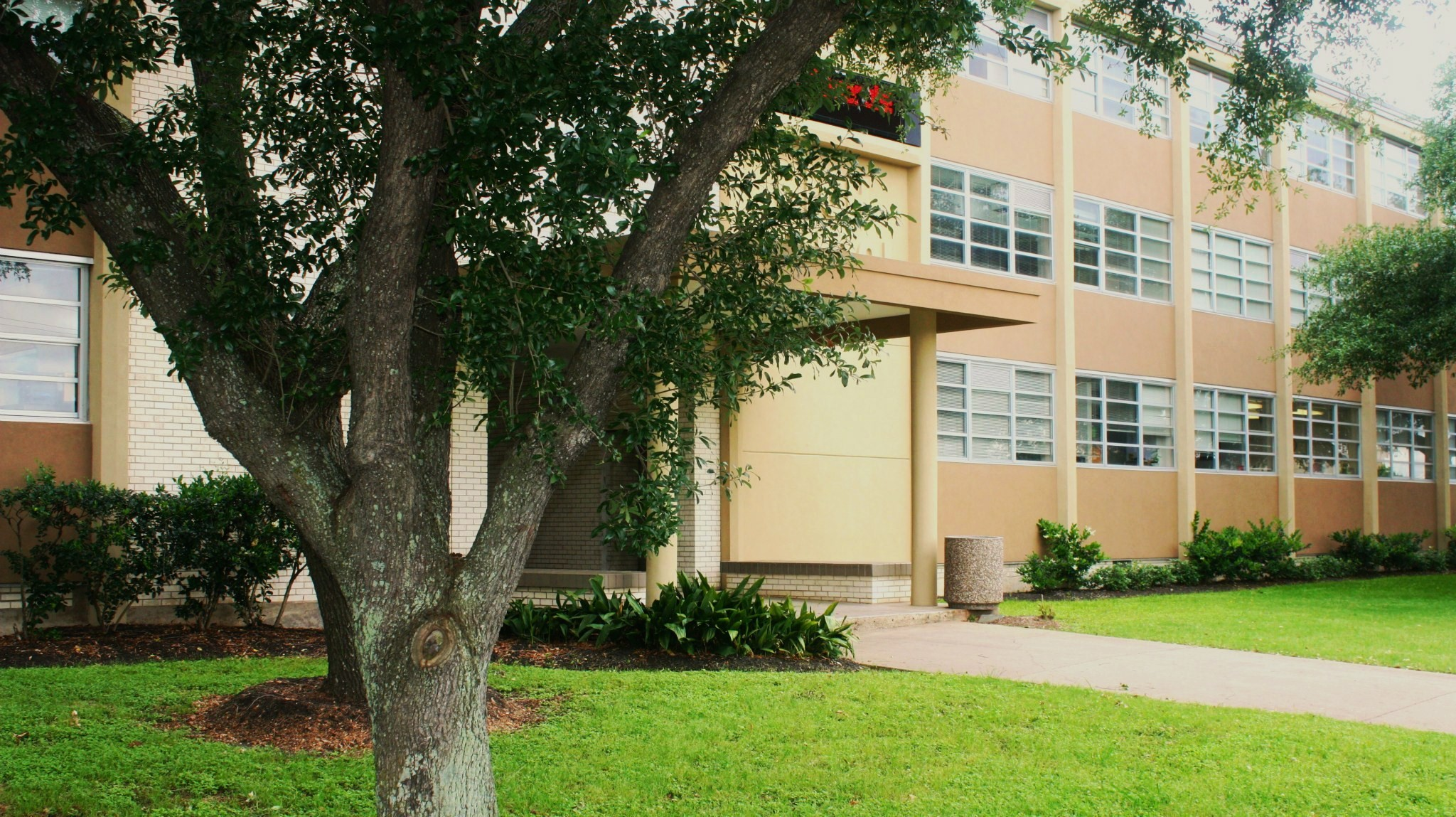
Escuela Preparatoria Lee

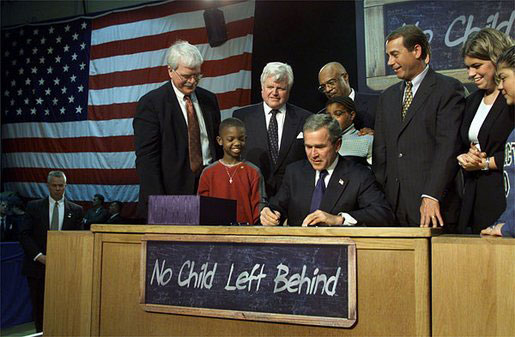
El firmando el acta No Child Left Behind en 2002.

Las universidades que solamente imparten programas de dos años conducentes al grado de asociado son instituciones de educación superior denominadas comunitarias (community college en inglés) o júnior (Junior College en inglés). Pueden ser la base para realizar posteriormente estudios de mayor duración en otras universidades.
Ofrecen cursos de educación general, educación técnica y cursos de preparación vocacional, los cuales capacitan a los estudiantes para que puedan trabajar de inmediato.
Puesto que su meta es ofrecer educación a toda la comunidad local, generalmente las escuelas comunitarias admiten a casi todos los estudiantes que cumplen con los requisitos básicos y ofrecen una amplia gama de opciones a un costo relativamente bajo. En la mayoría, aunque no en todas, se admite a estudiantes extranjeros. Las universidades de dos años privadas ofrecen programas similares, pero a veces se hace énfasis en la preparación académica con vistas a los estudios de grado en otra universidad y no a los estudios técnicos.
Las universidades de dos años, además del título de asociado, otorgan, a veces, también certificados de mérito al término de programas técnicos más cortos.
Durante los últimos años, casi 500.000 extranjeros estudiaron en universidades de dos años en Estados Unidos. Hay varias razones por las cuales los estudiantes extranjeros ven estas escuelas como una opción atractiva durante los primeros dos años de estudios de pregrado. Con frecuencia las razones que se citan como ventajas son el bajo costo, el énfasis del profesorado en enseñar en vez de investigar y la atención a las necesidades individuales de aprendizaje.
Muchas universidades con programas de dos años ofrecen a los estudiantes extranjeros una variedad muy amplia de servicios, aunque otras apenas comienzan a desarrollar dichos servicios. Algunas ofrecen facilidades y programas para estudiantes extranjeros, incluyendo programas de inglés como segundo idioma. Puesto que la mayoría de los estudiantes viven cerca, no tienen residencias estudiantiles en sus campus. No todas estas instituciones están autorizadas para expedir el Modelo I-20 (el documento necesario para solicitar visa de estudiante). En tales casos, los estudiantes extranjeros deben ser residentes permanentes (inmigrantes) para poder asistir a estas escuelas.
Si se planea continuar estudios, más allá del grado de asociado, estudiando primero en una universidad de dos años y transfiriendo los créditos posteriormente, se debe asegurar que los créditos académicos sean transferibles a estudios de cuatro años de duración en la universidad escogida. Antes de iniciar cursos en una institución de dos años se debe averiguar en la oficina de registro de las instituciones de cuatro años a las que se desea ingresar si aceptan los créditos de los cursos que se planea tomar en la universidad comunitaria. Muchas universidades de dos años tienen acuerdos con otras universidades cercanas para garantizar que sus estudiantes sean aceptados al transferirse a un programa de grado. Aun cuando las universidades comunitarias en un estado tienen acuerdos de transferencia con universidades públicas y con universidades dentro del mismo estado, las universidades privadas tal vez no acepten transferir todos los créditos de una universidad comunitaria. Los créditos de programas técnicos que se orientan hacia la obtención inmediata de un empleo en su mayoría no son transferibles a programas académicos.

## Universidades de cuatro años

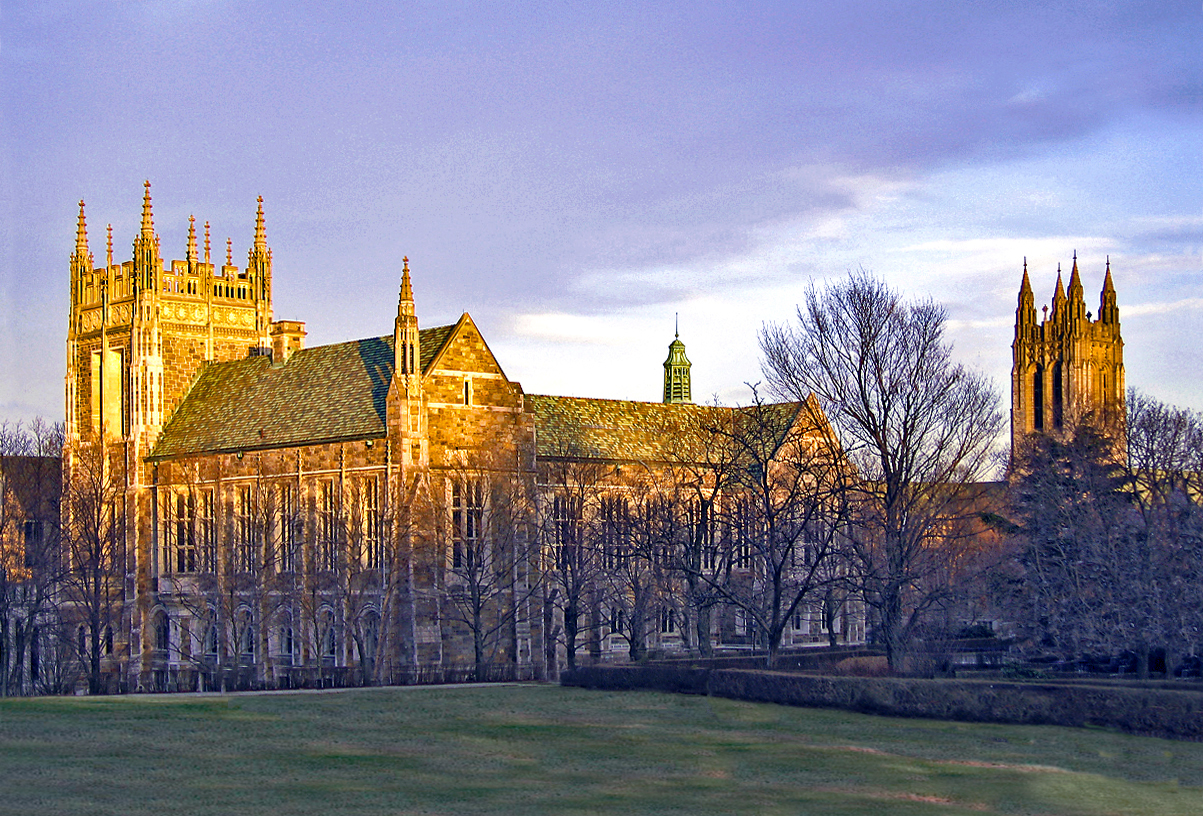
Boston College.

Los términos "college", "universidad" e "instituto" se usan indistintamente en Estados Unidos para referirse a las instituciones de educación superior que ofrecen programas de grado, al igual que las cinco academias militares de Estados Unidos. No existe un control oficial o legal sobre la opción de la institución para escoger uno u otro término como parte de su nombre. Muchas instituciones cambian su nombre cuando añaden programas y niveles de estudios nuevos. 
Históricamente, un college ofrecía programas de estudios de cuatro años para la obtención del título de grado, mientras que una universidad también ofrecía programas de postgrado.
Existen más de 2000 universidades de tres años en Estados Unidos, y cada una posee una identidad única. Cada una define sus propias metas, sus énfasis y sus normas de admisión. Las universidades de "artes liberales", por ejemplo, hacen énfasis en la excelencia de la enseñanza de temas tales como humanidades, ciencias naturales, ciencias sociales, e idiomas.

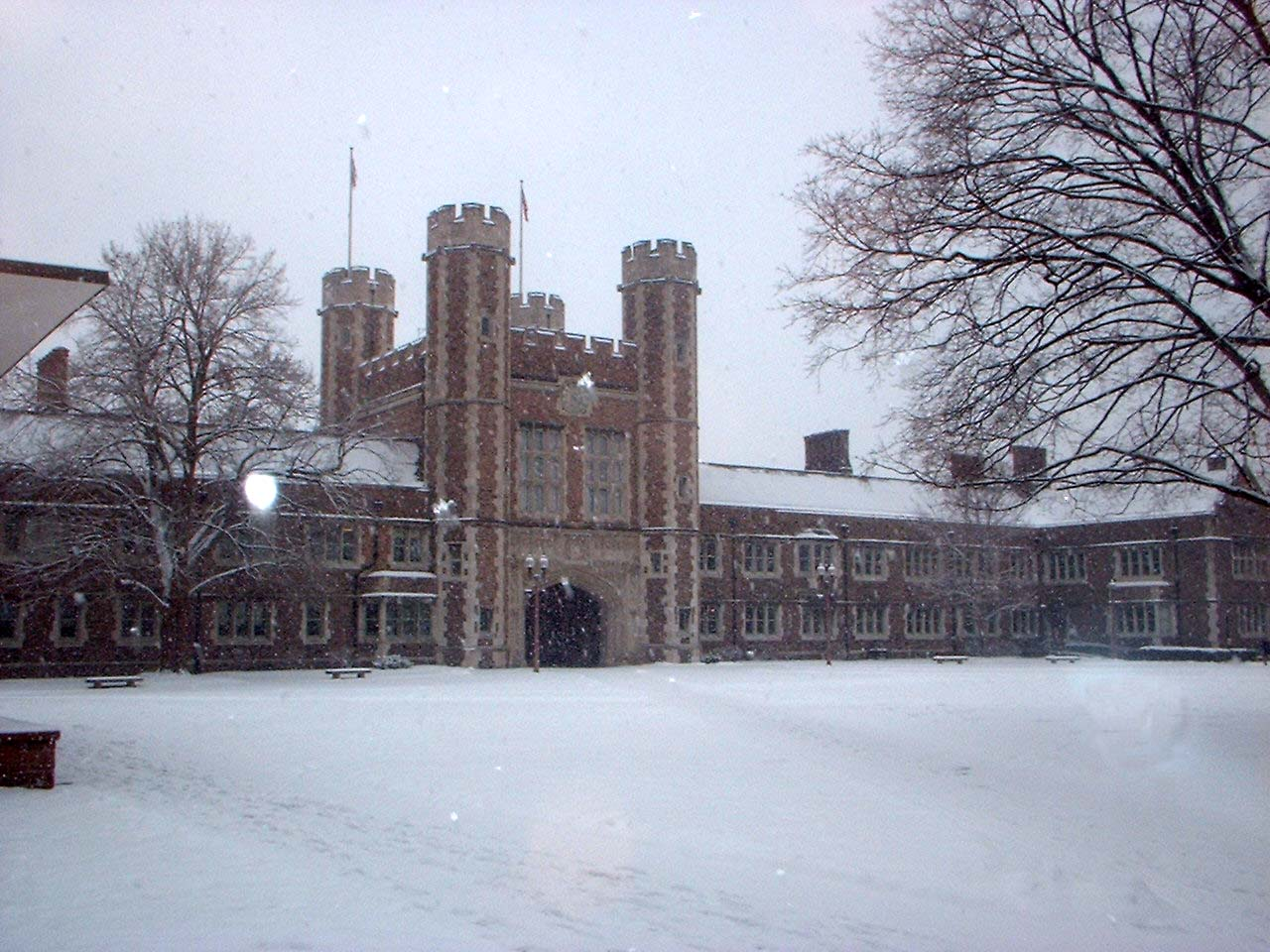
Universidad Washington en San Luis

Además de las universidades de artes liberales, existen instituciones especializadas de todo tipo. Algunas universidades únicamente admiten hombres, otras solo mujeres o solo estudiantes de raza negra, pero la mayoría están abiertas a todos los estudiantes cualificados que solicitan admisión. En otras se le da especial énfasis a la religión. Las universidades que hacen hincapié en la preparación para una carrera pueden tener programas especiales de cooperación educativa o pasantías en los cuales los estudiantes tienen que trabajar medio tiempo como requisito para obtener su grado.
Las universidades pueden ser públicas o privadas. Las instituciones de alto nivel se hallan por igual entre las universidades públicas y las privadas, la diferencia estriba en el origen de sus fondos. Las instituciones públicas utilizan fondos del gobierno estatal, fondos del pago de las matrículas de los estudiantes, y donaciones. Puesto que las instituciones públicas están apoyadas por el gobierno estatal, estas dan preferencia a la inscripción y matrícula de estudiantes de su estado. El costo es menor en las instituciones públicas que en las privadas, aún para los estudiantes que no son residentes del estado.
Las universidades públicas estatales caen en dos categorías generales:
- Universidades de investigación: La mayoría de los estados cuentan al menos con una universidad pública cuya misión es brindar oportunidades educativas de tipo tradicional en diversas áreas académicas. Estas universidades, además de ofrecer estudios de pregrado, hacen hincapié tanto en la investigación como en la enseñanza. Por lo general, en el nivel de posgrado, se insiste menos en los estudios aplicados y la investigación y se hace más énfasis en la teoría o la investigación pura.

- Universidades "land grant" (cuya área son las disciplinas terrestres) y "sea grant" (cuya área principal son las disciplinas marítimas)

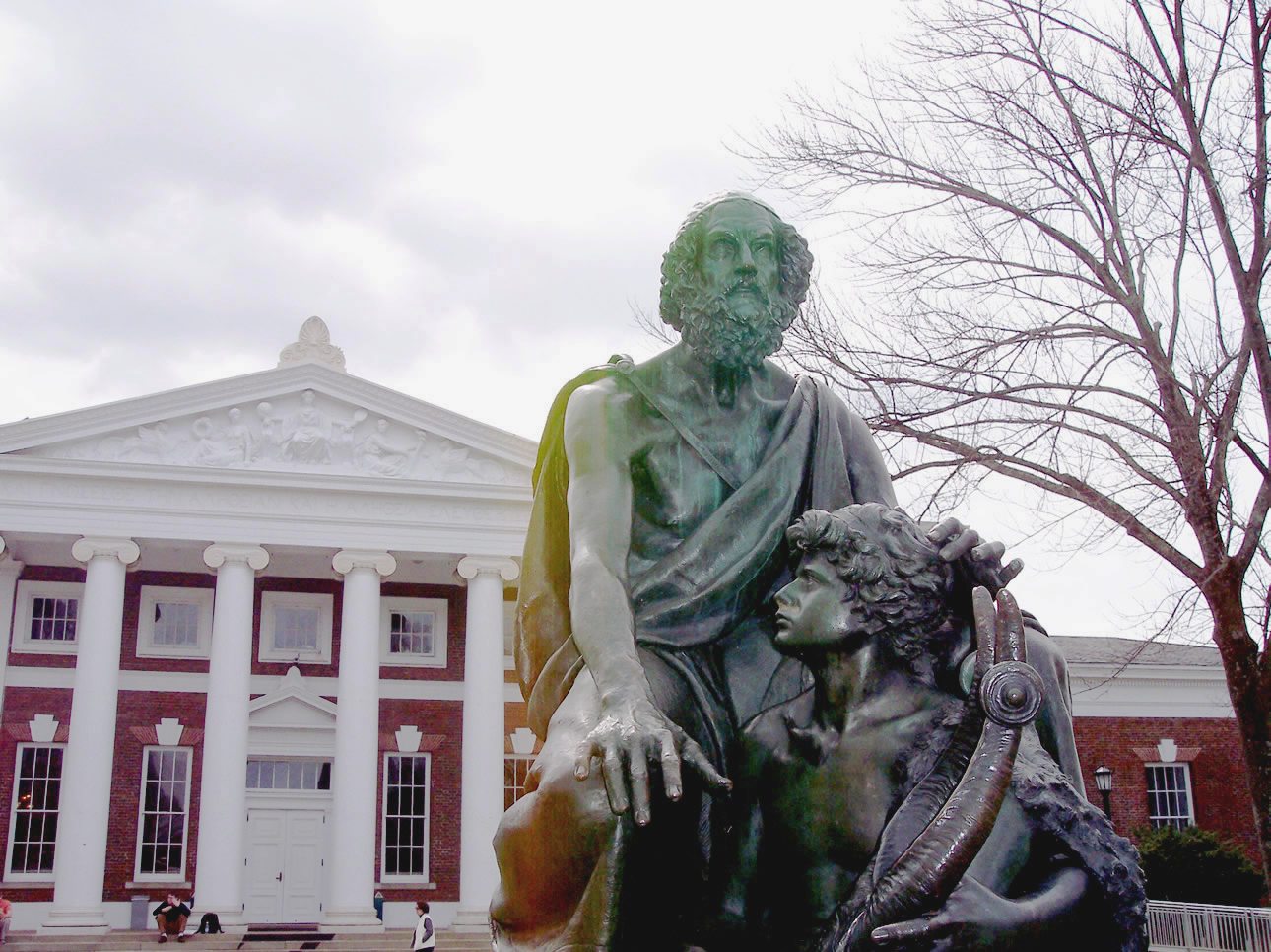
Estatua de Homero en la Universidad de Virginia.

En 1862, el Congreso aprobó la Ley Morrill, por lo que se otorgaron terrenos a muchos estados para establecer universidades. Estas universidades "land grant", además de brindar una amplia variedad educativa en muchas áreas, enfatizan la aplicación de los conocimientos en áreas como la agricultura y la ingeniería. Las universidades cuyo énfasis son los conocimientos aplicados, generalmente utilizan denominaciones como "Universidad de Agricultura y Mecánica" o "Universidad Tecnológica". Otros estados las llaman "universidades estatales" ("state universities"). Más recientemente, algunas universidades estatales han sido llamadas universidades "sea grant" para enfatizar la importancia de sus estudios marítimos aplicados.

## Cursos cortos
Además de los programas de grado, muchas universidades con programas de dos y cuatro años ofrecen oportunidades para estudiar cursos cortos. Los programas de verano están abiertos a estudiantes no inscritos en un programa de licenciatura, y algunas instituciones ofrecen la opción de un año de estudios en el extranjero.

## Escuelas de medicina
En EE. UU., antes de pasar a ser médico se debe aprobar la Escuela de medicina. Para ello, un estudiante que desee optar a una escuela de medicina tiene que aprobar el MCAT «Prueba de Admisión en una Escuela de Medicina». Antes de esto, debe cursar unas asignaturas comunes, llamadas obligatorias en España; pero aparte de esto no tienen ningún tipo de «carrera» en sí misma, sino que pueden cursar asignaturas de todos los campos existentes (ya sea una asignatura de humanidades, ciencias sociales, etc.).